# 지금은 사랑할 때 (1999년 드라마)
《지금은 사랑할 때》는 SBS에서 1999년 1월 4일부터 같은 해 5월 22일까지 매주 월~토 오전 8시30분에 방영되었던 아침연속극이었었다.

## 출연
- 박근형(장호기)
- 김창숙(송춘자)
- 심양홍(강대성)
- 정재순(서미리)
- 김현주
- 이태란(장혜지)
- 홍요섭(박도훈)
- 윤다훈(강민재)
- 김정난(장은지)
- 김정현(강민국)
- 고동현(이재형)
- 김영미(장명지)
- 스베틀라나 메토디에바(야나)
- 권이지, 김단비, 강성연, 강승연, 권도경, 곽정욱, 김지연, 김미희, 고두옥, 안정훈, 이아현, 원기준, 신주리, 박은혜, 김하균, 서권순, 손종범, 전유경, 노희지, 안재홍, 길정화, 최영완, 채민희, 최우혁, 허영란, 김성은, 박형준, 김찬우, 조민수, 이효정, 김승환, 박찬환, 정성모, 고용화, 김혜옥, 전정로, 김주영, 이성용, 반효정, 박주아, 라재웅, 이승형, 최준용, 민경조, 박형재, 임유진, 임채연, 이상은, 이한갈, 장은비, 윤기원, 성창훈, 김남진, 정욱, 황미선, 공형진, 김희정, 김준우, 김영철, 고미영, 송희아, 이경화, 박성혜, 신현숙, 이주석, 김홍표, 유혜리, 권도경, 성인자, 김명수, 김명민, 손민우, 김형자, 김영애, 양은용, 신은정, 송지은, 조선주, 김주혁, 방경림, 조권탁, 박미영, 황정미, 옥승일, 오아랑, 이혜숙, 김무생, 김은수, 독고영재, 김경숙, 최수린, 변희봉, 김성겸, 한진희, 유동근, 이상아, 이상숙, 송금식, 이덕화, 이한나, 나한일, 김용건, 김병세, 박준규, 노경주, 조민기, 장동직